# Ciocalapata amorphosa
Ciocalapata amorphosa är en svampdjursart som först beskrevs av Ridley och Arthur Dendy 1886.  Ciocalapata amorphosa ingår i släktet Ciocalapata och familjen Halichondriidae. Inga underarter finns listade i Catalogue of Life.